# 宁波英国领事馆旧址
29°53′15″N 121°33′38″E / 29.887546°N 121.560511°E
英国领事馆旧址位于中国浙江省宁波市江北岸白沙街道白沙路56号，始建于1880年，为英国领事馆主楼。1934年6月，英国领事馆由英国驻沪领事毕·约翰转让给鄞县政府作救济院。1949年以后，领事馆官邸等建筑被拆除，仅存主楼，并作为中国人民解放军舟山警备区后勤部的一处营地。
领事馆主楼坐北朝南，面阔七间。屋顶四面坡，覆红色瓦，混凝土支柱支撑上下两层。现为浙江省文物保护单位。